# 다니엘 마르티네스

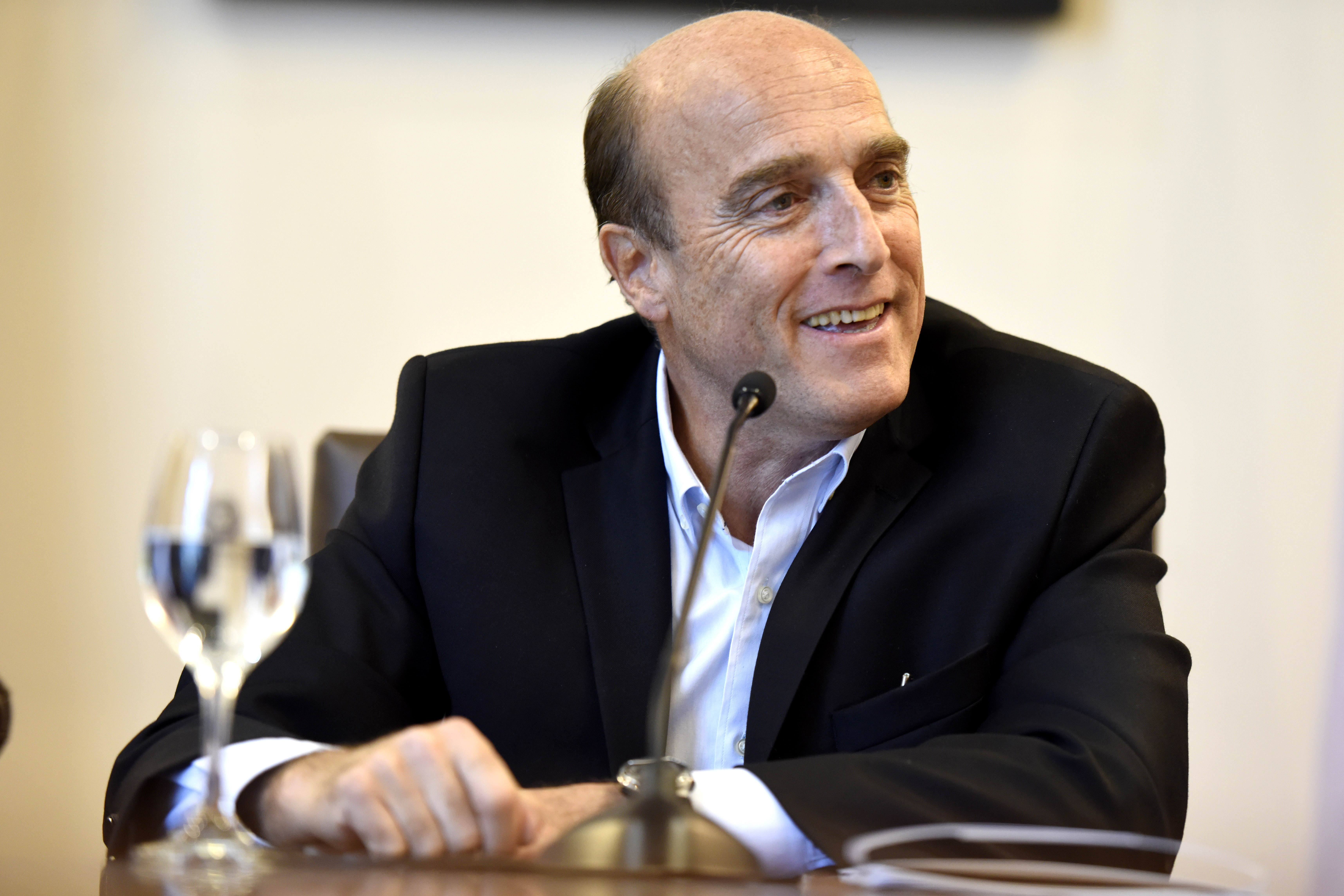
다니엘 마르티네스

다니엘 카를로스 마르티네스 비야밀(스페인어: Daniel Carlos Martínez Villamil, 1957년 2월 23일 ~ )은 우루과이의 정치인이다.

## 생애
정계 입문 전에는 기계공학 분야에서 활동했으며, 장기간 우루과이 기계공학자 협회의 부대표를 지냈다. 2015년 몬테비데오 시장으로 당선되었다. 우루과이 사회당의 당원으로, 군사정권(1973년 ~ 1985년) 때부터 활동해왔다.

## 산업장관
2008년 3월 3일부터 2009년 8월 31일까지 타바레 바스케스 정부 하에서 호르헤 레프라의 후임 산업자원광업부 장관을 지냈다.

## 몬테비데오 시장
2015년 몬테비데오 시장으로 선출되었으며, 2019년 4월 크리스티안 디 칸디아에게 직을 넘기고 물러났다.

## 대통령 후보
2019년 대선을 앞두고 광역전선의 대통령 후보로 선출되었으며, 그라시엘라 비야르를 러닝메이트로 지명했다.